# Електроніка (ігри)
Мікропроцесорні ігри серії «Електроніка» — серія радянських електронних ігор, в основному об'єднаних в єдину серію «Електроніка ІМ» (ІМ — з рос. гра мікропроцесорна). Ця серія включала в себе як кишенькові, так і настільні електронні ігри, рухомі роботи, музичні інструменти і т. д. Були поширені наприкінці 1980-х — 1990-х років 
Кишенькові ігри серії «Електроніка» з індикаторами на рідких кристалах — лінійка радянських портативних пристроїв з рідкокристалічним екраном, які випускалися різними виробниками під загальною торговою маркою «Електроніка» з 1984 року. В більшості ігри цього сімейства були точними копіями і варіаціями електронних іграшок Game & Watch серії «Wide Screen», яка була випущена компанією «Nintendo» в 1981–1982 роках (EGG, Octopus, Mouse, Chef та ін.)
Ігри випускались заводами «Ангстрем» (Зеленоград), «Мікрон» (Зеленоград), «Арзамаським Заводом Радіодеталей», «Біллюр» (Гянджа), «Евістор» (Вітебськ), «Октябрь» (Вінниця), «Протон» (Орел), «Сєвєродонецьким Приладобудівним Заводом» (Сєверодонецьк), «Восход» (Калуга), «Еллар» (Рига) і деякими іншими. Деякі ігри також випускались заводом «Ангстрем» в експортному варіанті, з індексами «Angstrem MG-xx» і надписами на корпусі і пакуванні англійською мовою. Об'єм випуску гри «Ну, погоді!» в 1995 році склав близько 400000 штук.

## Список ігор
Відомо декілька серій ігор, які відрізняються позначенням — «ІМ» (Гра Мікропроцесорна), «ІЕ» (Гра Електронна, Полісся), і просто «І». Одна гра, "Електроніка «24-01», не має позначення серії.
- «Ну, погоді!» — найперша гра сімейства. Описана в бюлетені «Нові товари» № 12-1984. Не мала позначення серії. Мікропроцесор КБ1013ВК1-2, дисплей ИЖМ 2-71-01 (або ІЖМ13-71)
- «Електроніка 24-01» Гра на екрані «Міккі-Маус» — аналог Nintendo MC-25 Mickey Mouse
- «Електроніка ІМ-01» — шаховий комп'ютер
- «Електроніка ІМ-01Т» — шаховий комп'ютер
- "Електроніка ІМ-02" Ну, погоді! (1986) - аналог Nintendo EG-26 Egg
- "Електроніка ІМ-03" Таємниці океану (1987) - аналог Nintendo OC-22 Octopus
- "Електроніка ІМ-04" «Merry cook MG-04» Веселий кухар (1989) — аналог Nintendo FP-24 Chef
- "Електроніка ІМ-05" - шаховий комп'ютер
- "Електроніка ІМ-09" «Space bridge MG-09» Космічний міст (1989) — аналог Nintendo FR-27 Fire
- "Електроніка ІМ-10" Хокей (замість вовка і курячих яєць воротар і шайби)
- "Електроніка ІМ-11" - місяцехід з програмним керуванням (1985), клон іграшки Big Track
- "Електроніка ІМ-12" Вінні Пух, варіант зі змінним картриджем
- "Електроніка ІМ-13" «Explorers of space MG-13», «Ангстрем іМ 13М» Розвідники космосу (1989) — аналог Nintendo EG-26 Egg
- «Електроніка ІМ-15» — настільна електронна гра футбол (молодша версія)
- «Електроніка ІМ-16» Полювання (1989) — аналог Nintendo EG-26 Egg
- «Електроніка ІМ-19» Біатлон
- «Електроніка ІМ-20» Повітряний тир, варіант 1
- «Електроніка ІМ-20» Суперкубики (аналог тетріса), варіант 2
- «Електроніка ІМ-22» Веселі футболісти (1991/1992 р.в.)
- «Електроніка ІМ22» Цирк
- «Електроніка ІМ-23» Автослалом, Формула 1 (1990)
- «Електроніка ІМ-24-01» повний аналог Nintendo MC-25 Mickey Mouse
- «Електроніка ІМ-26» з змінними екранами у вигляді картриджів (Веселі футболісти, Ну погоді!, Автосалон, Хокей, Кіт-рибалка)
- «Електроніка ІМ-27» — Космічні пригоди (лютий 1990) — пробна серія гри в вигляді бінокля, з стереоскопічним зображенням (сам процес схожий на кишенькові ігри серії Електроніка). Аналог Planet Zeon від фірми Tomy, яка випускала в 1983 році цілу серію схожих ігор під назвою TOMYTRONIC 3-D.
- «Електроніка ІМ-29» — шаховий партнер (шаховий комп'ютер з індикатором на рідких кристалах(1992)
- «Електроніка ІМ-30» Електронний синтезатор «Орфей»
- «Електроніка ІМ-31» «Витязь»
- «Електроніка ІМ-32» Кіт-рибалка
- «Електроніка ІМ-33» Квака-задавака (1993)
- «Електроніка ІМ-37» — настільна електронна гра футбол (старша версія)
- «Електроніка ІМ-45» — Калькулятор, годинник, будильник, ігри для вивчення англійської мови
- «Електроніка ІМ-46» Калькулятор-синтезатор музики
- «Електроніка ІМ-50» Весела арифметика (1989)
- «Електроніка ІМ-50» Космічний політ (1992), індекс такий самий, як і "Весела арифметика"
- «Електроніка ІМ-53» Атака астероїдів
- «Електроніка ІМ-?1» Хатинка, хатка
- «Електроніка ІМ-?2» Нічні злодюжки
- «Електроніка ІМ-?3» Морський бій
- «Електроніка ІМ-?4» Підводна Атака - аналог Морського бою з підводним човном
- «Електроніка ІМ-?5» Полісся, Ніндзя лісу
- «Електроніка ІМ-?6» Рибалка
- «Електроніка ІМ-?7» Весела рибалка, аналог Ну погоді! з Козаком-рибалкою
- «Електроніка ІМ-?8» Ніндзя-черепашки, аналог Ну погоді! з Черепашками

Серія "ІЕ" - "гра електронна". Деякі ігри випускались з однаковим написом на корпусі і іншою системою індексів.
- «Полісся ІЕ-01» Нічні злодюжки
- «Полісся ІЕ-02» Спритне мишеня
- «Полісся ІЕ-03» Полювання (аналог ІМ-16)
- «Полісся ІЕ-04» Веселі футболісти
- «Полісся ІЕ-05» Ну, погоді! (аналог ІМ-02)
- «Полісся ІЕ-06» Ніндзя
- «Полісся ІЕ-07» Хокей
- «Полісся ІЕ-08» Розвідники космосу

Серия «І» (версії, що випускались після 1992 року):
- «І-01» Автосалон
- «І-02» Веселий кухар
- «І-03» Космічний міст
- «І-04» Кіт рибалка (аналог ІМ-32)
- «І-05» Морський бій
- «І-06» Ну, погоді! (аналог ІМ-02)
- «І-07» Жаба-квакушка
- «І-08» Охота (див. ІМ-18)
- «І-09» Розвідники космосу (вона ж Angstrem MG-09 «SPACE BRIDGE»)
- «І-10» Біатлон
- «І-11» Цирк
- «І-12» Хокей
- «І-13» Футбол
- «І-14» Пограбування
- «І-15» Скарби океану (аналог ІМ-03)

Серія «ТОМАКОЧІ» — Ігри електронні мікропроцесорні
- «ІМ-101»
- «ІМ-102»
- «ІМ-103»
- «ІМ-104»

Інші
- "Ритм ЧЕ-01" - годинник, виконаний на основі корпуса і плати з ІМС від гри, ймовірно, без внесення змін в прошивку. Забрані клавіші, які призначалися для керування ігровою ситуацією, застосований особливий рідкокристалічний дисплей, на якому відсутні "ігрові сегменти", а "годинникова" група сегментів, відповідно, збільшена і займає весь звільнений простір
- "Старт 7250" - радіоконструктор серії "Старт" для самостійної обробки мікропроцесорної гри. Укомплектований корпусом, повністю зібраною платою і двома індикаторами з сюжетами ігор "Квака-задавака" (ІМ-33) і "Кіт-рибалка" (ІМ-32)
- "Альтаір ДБГБ-06І" - дозиметр-годинник-гра

## Будова
Електронна гра складається з корпуса, рідкокристалічного екрану з силуетами елементів ігрової ситуації, що змінюються, і друкованої плати. Зображення, яке створюється рідкокристалічним екраном, доповнюється нерухомими різнокольоровими зображеннями, які намальовані на прозорому листі, що кладеться на екран (або, в пізніших версіях, ці зображення нанесені на відображувальну підкладку рідкокристалічного дисплея).
Вся електронна частина гри виконана на одній спеціалізованій мікросхемі. Ранні ігри використовують мікроконтролер КБ1013ВКх-х, більш пізні - КБ1515ХМ3-x. Окрім мікросхеми на платі присутній "часовий" кварцовий резонатор (32768 Гц) і п'єзовипромінювач ЗП-3. Мікросхема потребує двох напруг живлення - мінус 3 і мінус 1.5 вольта, які забезпечуються використанням двох окремих елементів живлення. Для зменшення товщини корпусу деякі компоненти, зокрема мікросхема, встановлені в вирізах плати.
Мікроконтролер КБ1013 чотирьохрозрядний, має архітектуру гарвардського типу. На кристалі присутні ОЗП об'ємом 65 4-бітних комірки з сторінковою структурою 13х5, масочний (однократно програмоване при виготовленні) ПЗП програм, таймер-лічильник, контролер рідкокристалічних дисплеїв, вхідний буфер і вихідний реєстр даних, блок керування резервуванням потужності, тактовий генератор, пристрій синхронізації.
Мікроконтролер виконує 55 команд. З арифметичних є тільки одна команда додавання. Є команди, які виконують відразу по три операції (обмін акумулятора і ОЗП, нарощування адреси комірки ОЗП і зміна сторінки ОЗП). Об'єм програми - 1830 команд. 

## Проблеми
Якщо натиснути відразу на декілька кнопок, включаючи кнопки "годинник", "гра А", "гра Б", прилад починав вести себе неадекватно. Наприклад, дивні режими гри (тільки одна доріжка з чотирьох), проблеми з швидкістю, пропадання і послаблення сегментів на екрані, зміна поведінки "штрафних очок" (наприклад, вони могли перестати рахуватись, або після їх заповнення гра продовжувалась), проблеми з годинником і будильником, спонтанне спрацювання будильника, спонтанні звуки, зникнення звуків під час гри. Дуже крихкий екран: після невеликого натиснення безпосередньо на екран або падіння (навіть з незначної висоти) відразу виходив з ладу. Проблеми з відображенням сегментів. Через деякий час елементи на екрані тьмяніли (це не залежало від елементів живлення) через близькість кнопок і елементів кріплення, часто через постійні натискання на кнопки екран механічно ламався. 
Доволі поширеною несправністю є висихання струмопровідних гумок, які з'єднують дисплей і безпосередньо плату, несправність проявляється у вигляді зникнення з екрану тих чи інших елементів (наприклад на екрані з'являються руки Вовка, а самого Вовка немає). Існує багато способів повернути таку гру до "життя": від чищення контактів спиртом, до заміни гумок, наприклад, аналогічними з Тетріса.